# Komančská republika
Komančská republika (nazývaná též Komanczská či Komanecká republika, Východní Lemkovská republika, Lemkovská republika či Vyslocká republika podle vesnice Wisłok Wielki) byl malý stát ve východní části Lemkovska v Haliči na pomezí dnešního Polska a Ukrajiny, který byl založen na ukrajinské národní a státní myšlence a existoval po rozpadu Rakousko-Uherska od 4. listopadu 1918 do 23.–24. ledna 1919. Zahrnoval 33 lemkovských vesnic, sídlo měl ve vesnici Wisłok Wielki, která je dnes součástí gminy Komańcza. V čele státu stál řeckokatolický kněz Pantelejmon Špylka jako hlava Okresní ukrajinské národní (lidové) rady. Do Wisłoku byla ukrajinská lidová rada sanockého okresu umístěna proto, že Sanok v té době ovládala polská armáda. Zatímco sousední, později vyhlášená a déle trvající Lemko-rusínská republika původně inklinovala k předbolševickému Rusku a později k Podkarpatské Rusi a Československu, tato východní lemkovská republika plánovala připojení k Západoukrajinské lidové republice jako nezávislému ukrajinskému státu. Územní nároky obou lemkovských republik se částečně překrývaly. Spojení Komančské republiky se Západní Ukrajinou potlačila polská vláda v rámci polsko-ukrajinské války. Podle Saintgermainské smlouvy se část Haliče západně od řeky San stala součástí Polska.

## Historie
V noci z 31. října na 1. listopadu 1918 v rámci vojenského převratu získaly oddíly ukrajinských lukostřelců od Rakouska město Lvov. Usnesením Ukrajinské národní rady byla založena Západoukrajinská lidová republika. Poté co do Wisłoku byly v listopadu 1918 doručeny ukrajinské noviny „Dil“ s provoláním vyhlašujícím Západoukrajinskou lidovou republiku, svolali řeckokatolický farář Velkého Vysloku Pantelejmon Špylka spolu s farářem Dolního Vysloku Mychajlem Teslou a učitelem Hrycem Sudomyrem na druhý den venkovskou radu v místní škole. 4. listopadu 1918 dorazilo na shromáždění 70 delegátů z místních vesnic. Na schůzi byla ustavena okresní ukrajinská lidová rada ve Velkém (Vysokém) Vysloku a vyhlášena Východo-lemkovská republika, kterou ukrajinská a polská historiografie zmiňuje též jako Komančskou nebo Komaneckou republiku, protože ve vesnici Komańcza bylo hlavní velitelství obrany.
Byla zvolena rada tvořená 11 osobami (Pantelejmon Špylka byl zvolen hlavou rady, Hryc Sudomyr předsedou výboru (komitétu). Výkonný orgán republiky se nazýval „Komisariát Sanockého okresu ve Vysloku Velkém“, ve výkonném . Předseda komisariátu byl povinen zřídit v obcích veřejné rady, které přísahaly věrnost ukrajinskému státu. Byly schváleny podoba a obsah státní pečeti. K organizaci proti polské frontě a spolehlivé ochraně hranic přivedl Špylka dvanáct důstojníků z Uher a rozdělil je do šesti vesnic (podle polské verze v Komančské republice žádní důstojníci nepůsobili a proto v ukrajinských jednotkách až na výjimky nebyla kázeň). Soudcem byl jmenován Ivan Kucila, spory rozhodoval jménem Západoukrajinské lidové republiky. Velitelem okresní policie byl stanoven Andrij Kyra, bývalý rakouský poddůstojník (polské zdroje ho označují jako místního obchodníka a jako hlavu a prezidenta této republiky). Ve výkonném orgánu republiky a její obraně se na předním místě angažoval též Pantelejmonův bratr, teolog Teodor Špylka, pozdější pravoslavný biskup.
V prosinci 1918 bylo na pravidelné schůzi komisařů ve Vysloku rozhodnuto o připojení Východolemkovské republiky k Západoukrajinské lidové republice, neboť představitelé republiky, která zahrnovala asi 30 lemkovských vesnic s téměř 18 000 obyvateli, se jednoznačně považovali za součást Západoukrajinské lidové republiky a svoji vlastní samosprávu označili za dočasnou a nucenou.
Pokusy získat vojenskou podporu ze Stryje a Sambiru byly neúspěšné, vojenská posádka ve Stryji nevěřila v úspěch ukrajinského hnutí v lemkovském regionu a proto Komančské republice neposkytovala účinnou podporu. Jedinou ochranu tak republice zajišťovala vlastní policie o počtu asi 800 členů. Komančská republika vůbec nenavázala komunikaci s ústřední vládou Západoukrajinsko lidové republiky a vyjednavači hledající podporu ve Stryji se nepokusili spojit s bližšími centry Západoukrajinské lidové republiky v Ljutovyskách a Balyhorodu, což podle badatelů mohlo být způsobeno mezietnickými faktory a pocitem nadřazenosti Lemků nad Bojky a nedůvěrou místních obyvatel vůči vládním úředníkům v Balyhorodu.
Protože Východolemkovská republika otevřeně usilovala o spojení s Ukrajinou, rozhodli se ji polští legionáři co nejdříve zničit. Obsadili Ščavne, ale pod tlakem obyvatel z Preluku a Repedi byli podle ukrajinské verze nuceni ustoupit. Při opakovaném útoku legionářů je obyvatelé podle ukrajinské verze zatlačili zpět k Sanoku a osm z nich odzbrojili.
Již od konce listopadu 1918 se polské dobrovolné jednotky střetávaly s ukrajinskými dobrovolnými jednotkami z okolí Komanči. Polští železničáři a Sokolové k výpadům postavili dva obrněné vlaky. 22. ledna 1919 byla zahájena polská ofenzíva proti Komanči a Balygrodu. Ve Vysloku dle polské verze nedošlo k žádnému střetu a P. Špylka byl snadno zatčen. K boji podle polské verze došlo pouze ve Vysloku. Dle polské verze se Ukrajinci hned po příjezdu polských jednotek v panice rozprchli a shromáždili na hřebeni Sokoliska. Podle polské verze polská jednotka, která přijela vlakem, začala vypalovat zemědělské usedlosti, Ukrajinci se vydali zachraňovat své věci a Poláci poté zastavili boj a v klidu se vrátili do své vesnice. Střelné zbraně měla jen menší část Ukrajinců, munice bylo málo, většina byla vyzbrojena jen vidlemi, kosami či sekerami. Podle ukrajinské verze večer 23. ledna 1919 zaútočil na Vyslok velký oddíl polských dobrovolných jednotek, které po urputném boji zvítězily.
Dle ukrajinské verze 23. ledna po dobytí Vysloku Poláci intenzivně hledali P. Špylku, který se v té době nacházel ve vesnici Haburan na Prešovsku – za jeho vydání byla stanovena odměna 5000 rakouských korun (podle polské verze však byl snadno zatčen již 22. ledna). V bitvě byli zabiti dva obyvatelé (Fedir Chura a Ivan Karnafem) a mnozí byli zatčeni. Policejního velitele Ščurovského polští vojáci podle ukrajinské verze po krutém mučení zastřelili. Činnost samosprávy byla ukončena. Ráno 24. ledna 1919 polská armáda dobyla Komanču.
Podle polské verze 23. ledna polské formace bez odporu obsadily Łupków spolu s pohraničním nádražím - hlavním cílem operace, a teprve 27. ledna 1919 po dobytí Komańczy vstoupily do Prełuki a po sérii zatýkání a malých šarvátek přestala republika Komancza existovat.
3. února 1919 dorazila do Maniówa čtyřicetičlenná ukrajinská jednotka z Cisny, která zahájila odvody do ukrajinské armády v okolních vesnicích, ale neuspěla. Obyvatelé osady Wola Michowa v čele s řeckokatolickým farářem dokonce podle polské verze kladli aktivní odpor. Po neúspěšném útoku na polský post v Łupkowě většina mobilizovaných utekla domů. Následujícího dne se jednotka z Cisny objevila znovu, s větší silou, zatkla faráře a zůstala přes noc v Maniówě, kde na ně v noci místní obyvatelé zaútočili: vojáci byli odzbrojeni, jejich velitel zabit a zajatci se zbraněmi byli vráceni do Łupkowa a předáni do polských rukou.

## Seznam vesnic
Připojení k Západoukrajinské lidové republice deklarovaly tyto východolemkovské vesnice. Baligród, Cisna, Czystogarb, Przybyszów, Darów, Karlików, Płonna, Jawornik, Komańcza, Kulaszne, Kalnica, Rzepedź, Turzańsk, Duszatyn, Prełuki, Maniów, Morochów, Moszczaniec, Balnica, Smolnik, Wola Michowa, Łupków, Osławica, Radoszyce, Dołżyca, Mików, Surowica, Sukowate, Szczawne, Wysoczany, Mokre, Puławy, Wisłok Wielki.